# Тангентенфлюгель
Тангентенфлюгель (нім. Tangentenflügel) — клавішний музичний інструмент другої половини XVIII століття, що поєднував у собі риси клавесина і фортепіано; безпосередній попередник гаммерклавіра. У ньому замість молоточків застосовано тангент — дерев'яну пластину, яка автоматично відскакує від струни після дотику.

## Історія
Інструмент винайдений у 1750-их роках Францем Якобом Шпетом, який налагодила виробництво інструменту в Регенсбурзі (фірма Späth & Schmahl, спільно з Крістофом Фрідріхом Шмалем). Аналогічні інструменти виготовлялися і в інших країнах, часто з готових клавесинів (шляхом заміни механіки). За характером звуку тангентенфлюгель нагадує скоріше фортепіано у верхніх регістрах або клавесин у нижніх.
Вважається, що спеціально для тангентенфлюгеля призначений ряд клавірних творів Карла Філіпа Емануеля Баха. Про свою симпатію до «Шпетівського клавіру» (нім. Spättische Clavier) пише в листі 1777 року Вольфганг Амадей Моцарт. До кінця XVIII століття тангентенфлюгель був абсолютно витіснений фортепіано.

### Сучасність
У світі збереглося близько 20 оригінальних тангентенфлюгелів. Зокрема, у 2006 році у місті Зульцбах-Розенберг знайдений інструмент Йоганна Есаяса фон Зайделя, який зберігся ц первісному стані. Після реконструкції цей інструмент використаний у 2012 році на концерті Крістофа Гаммера.
З відродженням інтересу до старовинних інструментів, що сталося завдяки діяльності автентистів, у другій половині XX століття було створено низку копій тангентенфлюгеля, деякі музиканти почали виконувати на ньому музику відповідного історичного періоду. Зокрема, Дітріх Фішер-Діскау записав диск пісень К. Ф. Е. Баха з акомпанементом тангентенфлюгеля (Йорг Демус). Клавірні п'єси цього ж композитора записували на тангентенфлюгелі Міклош Шпаньї (в тому числі низку концертів) і Рольф Юнгханс. Твори Моцарта і Гайдна виконують на тангентенфлюгелі Гіслен Потвліге (сам сконструював собі копію інструменту), Боян Воденічаров тощо.